# Arrondissement de Winschoten
L'arrondissement de Winschoten est une ancienne subdivision administrative française du département de l'Ems-Occidental créée le 1er janvier 1811 et supprimée le 11 avril 1814.

## Composition
Il comprenait les cantons Jemgum, Wedde, Weener et Winschoten.